# Pont de Rande
El pont de Rande és un pont tibat inaugurat el 1978 que uneix els municipis de Redondela i Moaña, marges de l'estret de Rande, a la ria de Vigo. Va ser projectat per l'enginyer italià Fabrizio De Miranda, l'espanyol Florencio Del Pou (que també es va encarregar de la fonamentació) i per Alfredo Passaro.
Va costar 3.658 milions de pessetes (de l'època). Des de la seva obertura al trànsit el 1981, hi han passat uns 231 milions de vehicles, suportant actualment un trànsit d'uns 50.000 vehicles diaris.
Forma part de l'Autopista de l'Atlàntic (AP-9) i fins i el 2006 era exclusivament de peatge. Aquest va ser suprimit pel tram Vigo-Morrazo (però no per als intermedis), encara que els altres trajectes continuen sent de pagament.

## Dimensions
Mesura 1.558 m de longitud total, encara que en aquesta xifra es combinen els trams de pont sobre pilars i el pont tibat pròpiament dit, que mesura 694,98 m. El ventall central mesura 401 m i els dos vans laterals del tram tibat mesuren 147 m cada un. Els dos pilars que sostenen el tram tibat tenen forma d'H i una altura total de 118,60 m.
En el moment de la seva inauguració era el pont tibat de major longitud del món. A més era el pont, de qualsevol tipus, més llarg d'Espanya. El lloc com a major pont tibat d'Espanya el va cedir al Pont Enginyer Carlos Fernández Casat (amb un ventall central de 440 m.) el 1983, encara que la longitud total d'aquest és inferior a la del de Rande i quant a longitud total també ha estat superat per altres tipus de ponts. Malgrat això continua sent una obra d'enginyeria emblemàtica de la ria de Vigo.
A causa de l'augment de trànsit sobre el mateix, l'any 2018 es van inaugurar, després de més de 30 mesos d'obres, dos taulers laterals pel flanc exterior dels pilars principals, afegint d'aquesta manera un nou carril en cada sentit de circulació.